# Efekt brylancji

diament

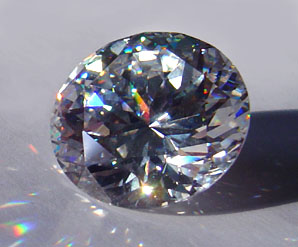
cyrkonia

Efekt brylancji to zjawisko świetlne w postaci iskrzących się odbić. 
 Polega ono na tym, że dolna część kamienia szlifowanego, zwana podstawą (pawilonem), działa jak zwierciadło. Promienie świetlne padające na taflę kamienia załamują się na jego powierzchni i wnikają w głąb. Padając na podstawę ulegają odbiciu i wracają do czoła kamienia, gdzie podlegają kolejnemu załamaniu. Przy obrocie oszlifowanego kamienia efekty świetlne ulegają stałym zmianom, co daje efekt wielobarwnych migotliwych refleksów, tym intensywniejszych, im szlif jest precyzyjniejszy. 
Optymalna brylancja przejawia się w doskonałej harmonii połysku, efektów załamania światła, całkowitego wewnętrznego odbicia, rozszczepienia światła i scyntacji. 
 Uzyskuje się to dzięki uwzględnieniu praw optyki i fizyki kryształów, przez dobór optymalnej formy szlifu. 
 Prawidłowo wykonany szlif powinien zapewnić maksymalny efekt optyczny i największą oszczędność surowca. Na efekt brylancji składają się głównie własności optyczne diamentu.

## Wyróżnia się następujące rodzaje brylancji
- brylancję zewnętrzną czyli tzw. blask lub połysk; jest ona rezultatem współdziałania współczynnika załamania światła materiału i jakości uzyskanego poleru tafli obiektu, jest wywołana odbiciem światła od powierzchni korony,
- brylancję wewnętrzną czyli tzw. życie lub jasność; jest ona spowodowana całkowitym wewnętrznym odbiciem światła od fasetek dolnej części obiektu,
- brylancję rozproszoną czyli tzw. ogień lub gra barw; jest wywołana przez rozszczepienie światła (dyspersję) na elementach strukturalnych np. wrostkach i inkluzjach; zależy od wielkości powierzchni fasetek oraz kąta rozwarcia korony,
- brylancję scyntylacyjną dającą efekt iskrzenia się kamienia przy jego obrocie.